# 长卵形两极虫
长卵形两极虫（学名：Myxidium longiovaformis）为两极科两极虫属的动物。在中国，分布于云南等，营寄生生活，寄生在云南光唇鱼的胆囊。